# Castell de Montbran
El Castell de Montbran és un castell roquer medieval d'estil romànic del segle xi situat en el poble de la Vall de Montbran, del terme comunal de Sureda, a la comarca del Rosselló, a la Catalunya Nord.
Està situat en el punt més alt de la Roca de Montbran, que domina el poble de la Vall pel costat de migdia, a quasi 400 metres més d'altitud que la del poble de la Vall.

## Etimologia
El filòleg Joan Coromines explica el topònim Montbran, que ha estat escrit sovint Montbram, tant en documents antics com contemporanis, com a derivada de l'adjunció de l'arrel llatina mont (muntanya) a la germànica de brand, procedent d'un nom propi. Etimològicament, la forma ha de ser acabada en -n, atès que procedeix de l'arrel germànica -brand, de base antroponímica, però la proximitat amb el mot comú català bram ha fet que sovint s'hagi fet servir la forma acabada en -m.

## Història
Aquest castell és documentat des del 1143, amb la forma Montebrano, mentre que el 1345 encara era en ús (Fortalicium castri de Montbran). A darreries del segle xiii pertanyia, com tota la Vall de Montbran, a Dalmau I de Castellnou. Sens dubte, es tractava d'un castell destinat a la vigilància del camí que resseguia aquesta vall i remuntava cap a la Serra de l'Albera. El 1364 adquiria aquest castell Pere Blan, burgès perpinyanenc.

## Les restes del castell
No en queden gaires restes: fragments de murs fets amb pedres tot just desbastades, de fins a un metre d'alçada, així com restes d'una cisterna. En els vessants de la muntanya, dessota del castell, hi ha nombroses restes de construcció.